# Rosa 'Constance Spry'
'Constance Spry' ('Constance Spry'® es el nombre del obtentor registrado) es un cultivar de rosa que fue conseguido en Reino Unido en 1961 por el rosalista británico David Austin.

## Descripción
'Constance Spry' es una rosa moderna cultivar del grupo «English Rose Collection».
El cultivar procede del cruce de 'Belle Isis' x 'Dainty Maid'.
Las formas arbustivas del cultivar tienen porte erguido arqueado que alcanza más de 150 a 300 cm de alto con 185 a 305 cm de ancho. Las hojas son de color verde oscuro mate de tamaño medio, follaje coriáceo.
Sus delicadas flores de color mezcla de rosa de un rosa más pálido en los pétalos exteriores a un rosa más intenso en los pétalos del centro. Fragancia de mirra. Flor con 45 pétalos. El diámetro medio de 4". Tamaño de flor mediano, dobles (26 a 40 pétalos), en pequeños grupos, en forma de copa, en cuartos, rosetón.
Florece de una forma prolífica, una sola vez en primavera o en verano.

## Origen
El cultivar fue desarrollado en Reino Unido por el prolífico rosalista británico David Austin en 1961. 'Constance Spry' es una rosa híbrida con ascendentes parentales de cruce de 'Belle Isis' x 'Dainty Maid'.
El obtentor fue registrado bajo el nombre cultivar de 'Constance Spry'® por David Austin en 1961 y se le dio el nombre comercial de exhibición 'Constance Spry'™.
También se le reconoce por los sinónimos de 'AUSfirst', 'AUStance' y 'Constanze Spry'.
- La rosa fue conseguida antes de 1960 por David Austin e introducida en el Reino Unido por "Sunningdale Nursery" (UK) en 1961 como 'Constance Spry'.[1]

Esta rosa fue la primera de toda la estirpe de « English Rose Collection », la cual mantiene muchas de sus características.

## Premios y galardones
- RHS Award of Garden Merit, 1993.

## Cultivo
Aunque las plantas están generalmente libres de enfermedades, es posible que sufran de punto negro en climas más húmedos o en situaciones donde la circulación de aire es limitada. Es susceptible a la roya y al mildiu.
Se desarrollan mejor a pleno sol. En América del Norte son capaces de ser cultivadas en USDA Hardiness Zones 5b a más cálida. La resistencia y la popularidad de la variedad han visto generalizado su uso en cultivos en todo el mundo.
Puede ser utilizado para las flores cortadas, jardín o ser guiado como rosal trepador. Vigorosa. En la poda de Primavera es conveniente retirar las cañas viejas y madera muerta o enferma y recortar cañas que se cruzan. En climas más cálidos, recortar las cañas que quedan en alrededor de un tercio. En las zonas más frías, probablemente hay que podar un poco más que eso. Requiere protección contra la congelación de las heladas invernales.

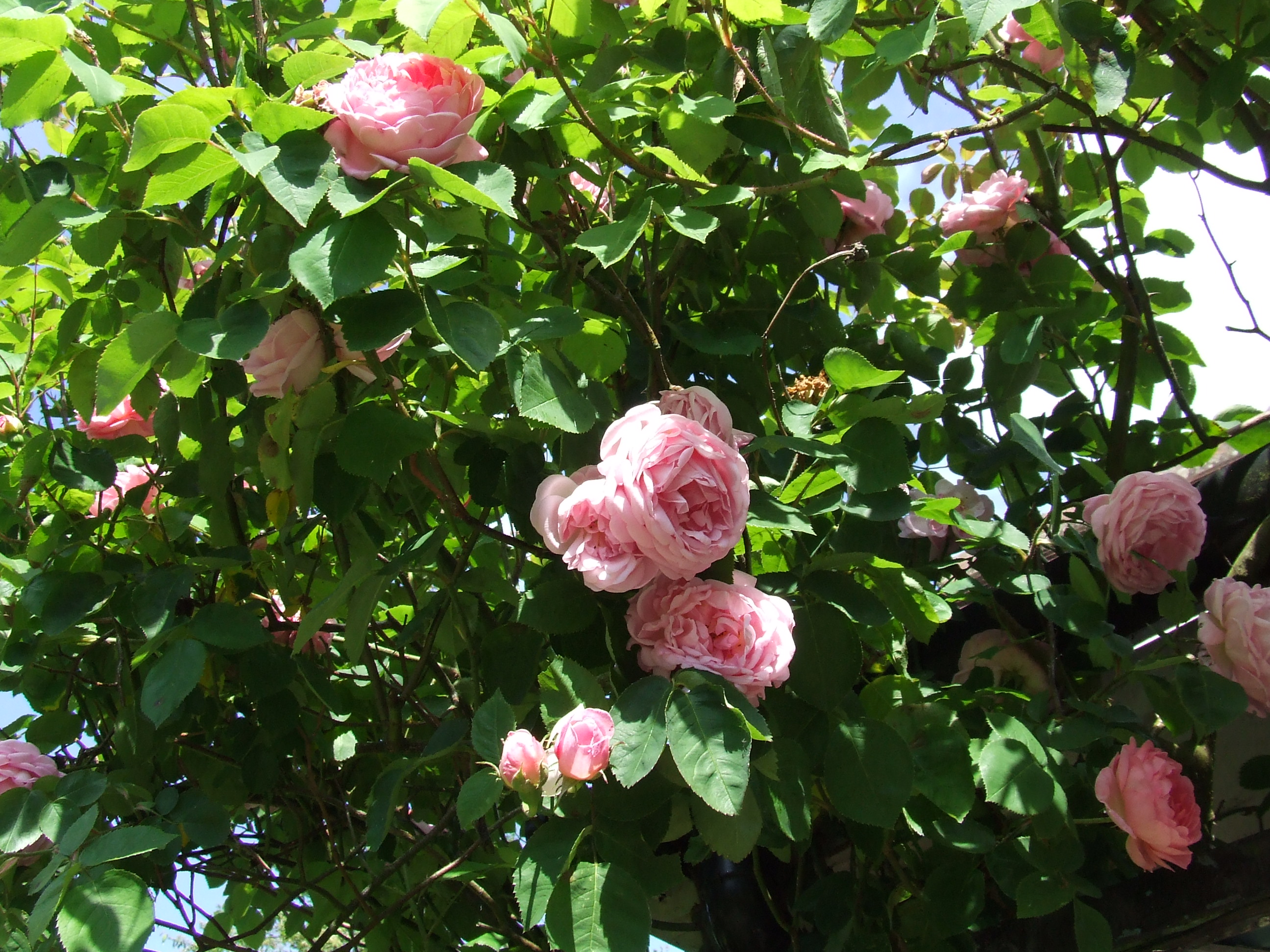
El arbusto de la rosa 'Constance Spry'

## Obtentoresyvariedadesderivadas
Debido a las características deseables de la rosa 'Constance Spry', se ha utilizado como ascendente parental en cruces con otras variedades para la obtención de obtentores de nuevas rosas, así: 

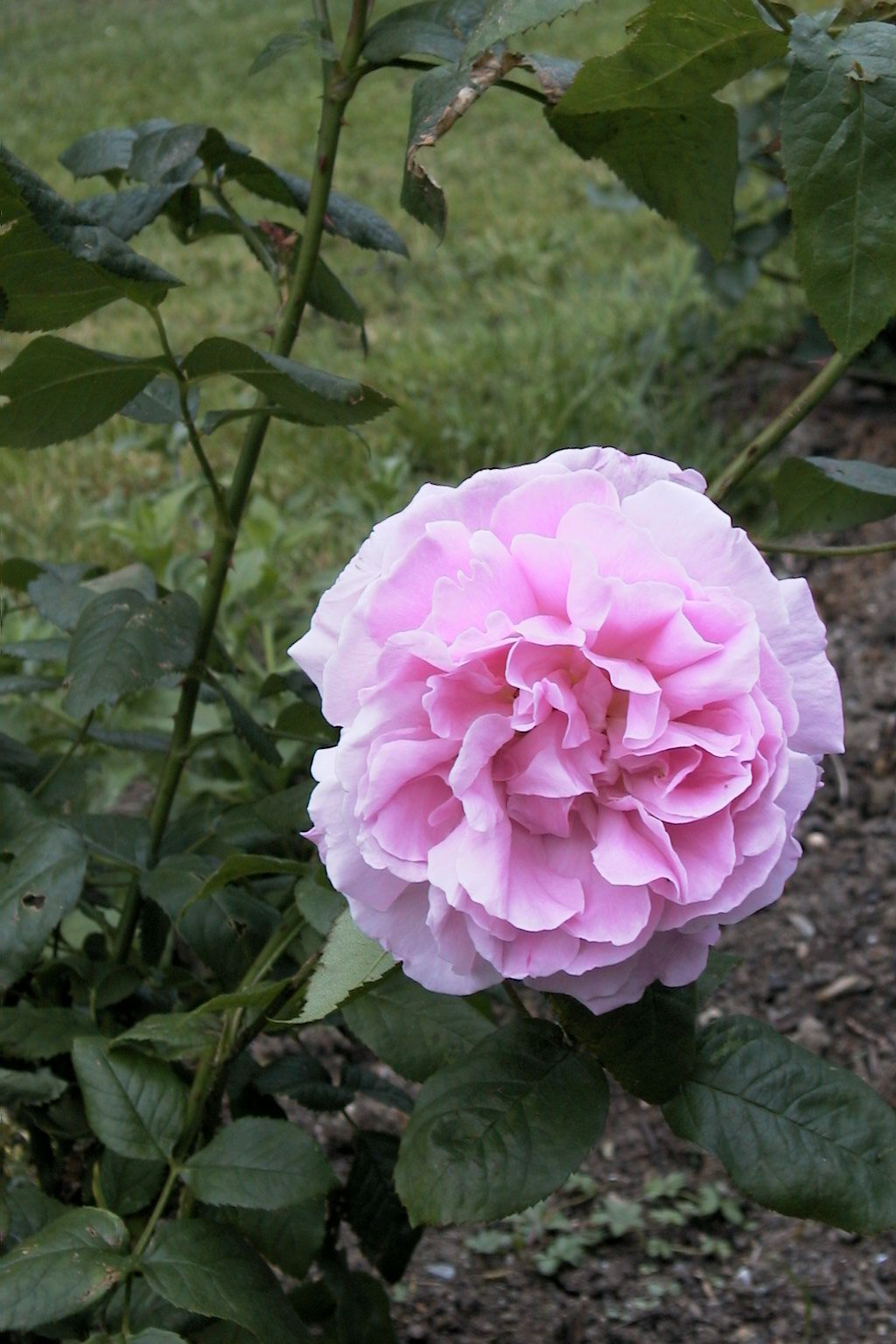
'Wife of Bath', Austin 1969/ obtenida por el cruce de Semillas: 'Madame Caroline Testout' y Polen: 'Ma Perkins' x 'Constance Spry'.